# Battaglia dei Corni di Hama
La battaglia dei Corni di Ḥamā (in arabo معركة قرون حماة‎?, Qurūn Ḥamā; in curdo شەڕی قۆچەکانی حەمە, şerê qijikên hamayê) fu uno scontro combattuto il 13 aprile 1175 e che si concluse con una vittoria degli Ayyubidi sugli Zengidi. A seguito di questa battaglia, Saladino acquisì il controllo di Damasco, Baalbek e Homs. Gökböri, che comandava l'ala destra dell'esercito zengide, causò seri danni al fianco sinistro di Saladino prima di essere sbaragliato da una carica nemica. Nonostante il coinvolgimento di circa 20 000 uomini da entrambe le parti, Saladino ottenne una vittoria senza riportare grosse perdite, oltre a poter contare sull'arrivo di nuovi rinforzi dall'Egitto.

## Antefatti
Saladino, che aveva assunto il potere in Egitto, cercava da tempo di assicurarsi anche il controllo della Siria, al fine di unirla ai suoi domini in Siria, in buona parte amministrata dagli Zengidi, la dinastia di cui aveva fatto parte Norandino, morto nel 1174. All'avvicinarsi di Saladino, l'esercito zengide procedette per Aleppo, dove a esso si unirono altre truppe, e poi giunse a Ḥamā. Al fine di scongiurare uno scontro, si aprirono negoziati e Saladino si disse pronto a cedere Homs, Ḥamā e Baalbek, ma insistette nel conservare il controllo di al-Rahba, situata sull'Eufrate e governata da suo cugino e figlio di Shirkuh, e soprattutto Damasco, dove si impegnava a fungere da reggente del giovane figlio di Norandino, al-Malik al-Salih Isma'il.
Queste proposte furono respinte dagli Zengidi, i quali pretendevano che Saladino abbandonasse la Siria definitivamente e tornasse in Egitto. Saladino rifiutò questa proposta, intenzionato a rimanere in Siria. Riuscì tuttavia a fruire di nuovi rinforzi e lì incontrò gli Zengidi a Ḥamā all'inizio di aprile del 1175. Poiché lo scontro sembrava inevitabile, Saladino negoziò con i crociati e restituì loro gli ostaggi che erano stati trattenuti a Homs, un accordo duramente condannato da Guglielmo di Tiro, il quale riteneva che i cristiani avrebbero fatto meglio, finché erano in tempo, a unire le loro forze e combattere contro Saladino.

## La battaglia
La battaglia tra Saladino e le forze zengidi si svolse il 13 aprile 1175 a nord di Ḥamā, in una località nota con il nome di "Corni di Hama". Gökböri, che comandava l'ala destra dell'esercito zengide, causò seri danni al fianco sinistro di Saladino prima di essere sbaragliato da una carica nemica. Nonostante il coinvolgimento di circa 20 000 uomini da entrambe le parti, gli Zengidi furono sconfitti senza grandi difficoltà, ma Saladino non aveva interesse a distruggere le truppe avversarie, poiché sperava ancora di poterle convincere a cambiare campo. In una lettera che spedì in quell'occasione a Baghdad, sottolineò di aver risparmiato le vite dei suoi avversari, di aver permesso ai fuggitivi di andarsene e di essersi rifiutato di trattenere prigionieri, a riprova di un'indulgenza che sperava gli sarebbe valsa la gratitudine dei Siriani e, in particolare, degli abitanti di Aleppo.

## Conseguenze
Dopo la battaglia, Saladino effettuò alcune nomine di compromesso nei territori da lui acquisiti. Una volta consolidato il suo potere, tuttavia, li rimosse a favore di membri della sua stessa dinastia.
Il 6 maggio 1175, gli avversari di Saladino firmarono un trattato che gli riconosceva il dominio sulla Siria, ad eccezione di Aleppo. Saladino chiese che il califfo abbaside confermasse il suo diritto alla totalità deli territori controllati da Norandino, ma fu riconosciuto semplicemente come signore di ciò che già possedeva e fu incoraggiato ad attaccare il regno crociato di Gerusalemme.